# Michio Kaku
Michio Kaku (San José, Califòrnia, 24 de gener de 1947) és un físic teòric dedicat a la divulgació científica a través de la ràdio i diversos llibres introductoris. Fill d'immigrants japonesos i educat als Estats Units, és autor de desenes d'articles i diversos llibres, alguns dels quals s'han traduït al castellà: La energía nuclear (1986), Visiones (1998), Hiperespacio (2001), El universo de Einstein (2005), Universos paralelos (2008) o Física del futuro (2011). Kaku ha destacat per la denúncia a la premsa dels mals usos de la ciència, fruit de la seva preocupació moral per les implicacions dels avenços dels seus col·legues.
És professor universitari de teoria de cordes i en els seus escrits sovint aprofita les sèries de ficció per il·lustrar conceptes científics. Per exemple, a partir de la saga Star Trek va dividir els invents allà presentats en tipus d'"impossibles", entenent impossible com incapaç de ser realitzat amb la tecnologia actual (ja que segons ell la majoria d'invents presents van ser titllats d'impossibles en el passat).
El primer tipus d'impossibles són aquelles propostes de la ciència-ficció que no violen les lleis de la física i que per tant podrien realitzar-se d'aquí a un parell de segles, com el teletransport. El segon tipus és en els camps de la ciència encara no coneguts, com el viatge en el temps, que implica desafiaments molt complexos. Per acabar hi ha els impossibles que atempten contra les lleis físiques i que, en cas d'existir, forçarien un canvi complet de paradigma. És un defensor acèrrim del nou ordre mundial.
Pels seus esforços per unir la ciència i la ciència-ficció, és premi Sir Arthur Clarke Lifetime Achievement Award 2021.

## Obra
- Kaku, Michio; Trainer, Jennifer. Nuclear Power: Both Sides.  New York: W. W. Norton, 1982. ISBN 0-393-01631-5. Ed. castellà: La energia nuclear (Gedisa), 1986.
- Kaku, Michio; Trainer, Jennifer. Beyond Einstein: Superstrings and the Quest for the Final Theory.  Oxford: Oxford University Press, 1987. ISBN 0-19-286196-4.
- Kaku, Michio; Daniel Axelrod. To Win a Nuclear War: The Pentagon's Secret War Plans.  Boston: South End Press, 1987. ISBN 0-89608-321-7.
- Kaku, Michio. Quantum Field Theory: A Modern Introduction.  New York: Oxford University Press, 1993. ISBN 0-19-507652-4.
- Kaku, Michio. Hyperspace: A Scientific Odyssey Through Parallel Universes, Time Warps, and the Tenth Dimension.  Oxford: Oxford University Press, 1994. ISBN 0-19-286189-1. Ed castellà: Hiperespacio: una odisea científica a través de universos paralelos, distorsiones del tiempo y la décima dimensión. (Crítica), 2005.
- Kaku, Michio. Visions: How Science Will Revolutionize the 21st Century.  New York: Oxford University Press, 1998. ISBN 0-19-288018-7. Ed castellà: Visiones: cómo la ciencia revolucionará la materia, la vida y la mente en el siglo XXI (Debate), 1998.
- Kaku, Michio. Introduction to Superstrings and M-Theory.  New York: Springer-Verlag, 1999. ISBN 0-387-98589-1.
- Kaku, Michio. Strings, Conformal Fields, and M-Theory.  New York: Springer, 1999. ISBN 0-387-98892-0.
- Kaku, Michio. Einstein's Cosmos: How Albert Einstein's Vision Transformed Our Understanding of Space and Time.  Londres: Weidenfeld & Nicolson, 2004. ISBN 0-297-84755-4. Ed. castellà: El universo de Einstein: cómo la visión de Albert Einstein transformó nuestra comprensión del espacio y el tiempo (Antoni Bosch), 2005.
- Kaku, Michio. Parallel Worlds: The Science of Alternative Universes and Our Future in the Cosmos.  Londres: Allen Lane, 2004. ISBN 0-7139-9728-1.
- Kaku, Michio. "M-Theory: The Mother of All Superstrings" in Riffing on Strings: Creative Writing Inspired by String Theory.  New York: Scriblerus, 2008. ISBN 978-0-9802114-0-5.
- Kaku, Michio. Physics of the Impossible.  New York: Doubleday, 2008. ISBN 978-0-385-52069-0. Ed. castellà: La física de lo imposible. ¿Podremos ser invisibles, viajar en el tiempo y teletransportarnos?. (Debate), 2009.
- Kaku, Michio. Physics of the Future: How Science will Shape Human Destiny and our Daily Lives by the Year 2100.  New York: Doubleday, 2011. LCCN 2010026569. Ed. castellà: La física del futuro. Cómo la ciencia determinará el destino de la humanidad y nuestra vida cotidiana en el siglo XXII. (Debate), 2011
- Kaku, Michio. The Future of the Mind: The Scientific Quest to Understand, Enhance, and Empower the Mind.  New York: Doubleday, 2014. ISBN 978-0385530828. Ed. castellà: El futuro de nuestra mente. El reto científico para entender, mejorar y fortalecer nuestra mente. (Debate), 2014
- Kaku, Michio. The Future of Humanity: Terraforming Mars, Interstellar Travel, Immortality, and Our Destiny Beyond Earth.  New York: Doubleday, 2018. ISBN 978-0385542760.[4] Ed. castellà: El futuro de la humanidad: La colonización de Marte, los viajes interestelares, la inmortalidad y nuestro destino más allá de la Tierra. (Penguin Random House), 2019
- Kaku, Michio. The God Equation: The Quest for a Theory of Everything.  New York: Doubleday, 2021. ISBN 978-0385542746.